# Keion White
Keion White (Garner, Carolina del Norte; 20 de enero de 1999) es un jugador profesional estadounidense de fútbol americano, se desempeña en la posición de defensive end en New England Patriots, en la National Football League (NFL).

## Carrera
Hizo su debut profesional con el equipo New England Patriots, lleva jugando una temporada, comenzó en el 2023.